# Stanway (Essex)
Stanway is een civil parish in het bestuurlijke gebied Colchester, in het Engelse graafschap Essex. De plaats telt 8509 inwoners.